# Parwan

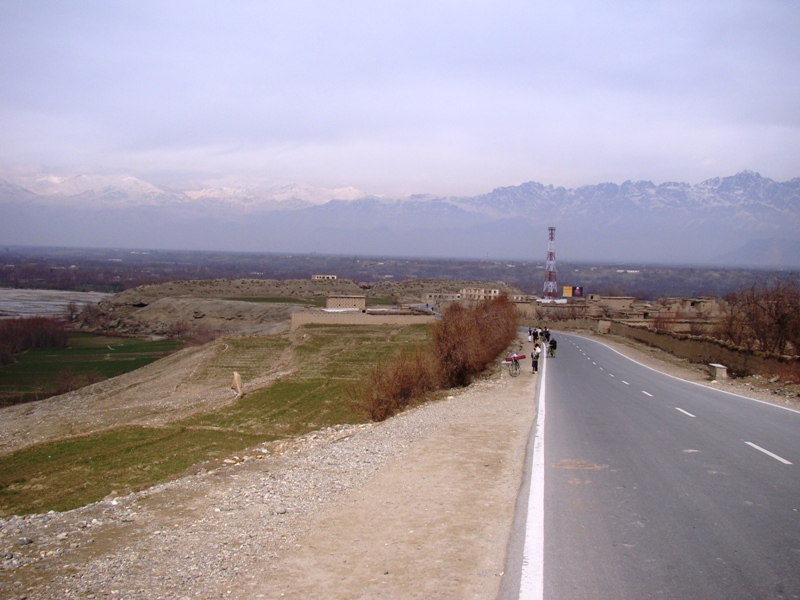
Straße nördlich von Bagram

Parwan (Paschtu/Dari: پروان) ist eine Provinz (velayat) im Osten Afghanistans mit einer Fläche von 5.715 Quadratkilometern und 764.580 Einwohnern (Stand: 2022). Ihre Hauptstadt ist Tscharikar.

## Geographie
Wichtige Flüsse der Provinz sind der die ganze Provinz vom Westen bis zum Osten durchfließende Fluss Ghorband. Dieser mündet an der Provinzgrenze im Osten in dem aus der Provinz Pandschschir kommenden Fluss Pandschschir. Das Mündungsgebiet ist eine wichtige fruchtbare Ebene, wo unter anderem die Hauptstadt und die Bagram Air Base liegt. Der Provinzgrenze nach Süden folgend, verlässt der Panjshir die Provinz, um nur wenige Kilometer weiter selbst in einen anderen Fluss zu münden.

## Verwaltungsgliederung
Die Provinz Parwan ist in folgende Distrikte gegliedert:
- Bagram
- Ghorband
- Jabal Saraj
- Kohi Safi
- Salang
- Sayed Khel
- Shekh Ali
- Shinwari
- Surkhi Parsa
- Tscharikar

## Bilder

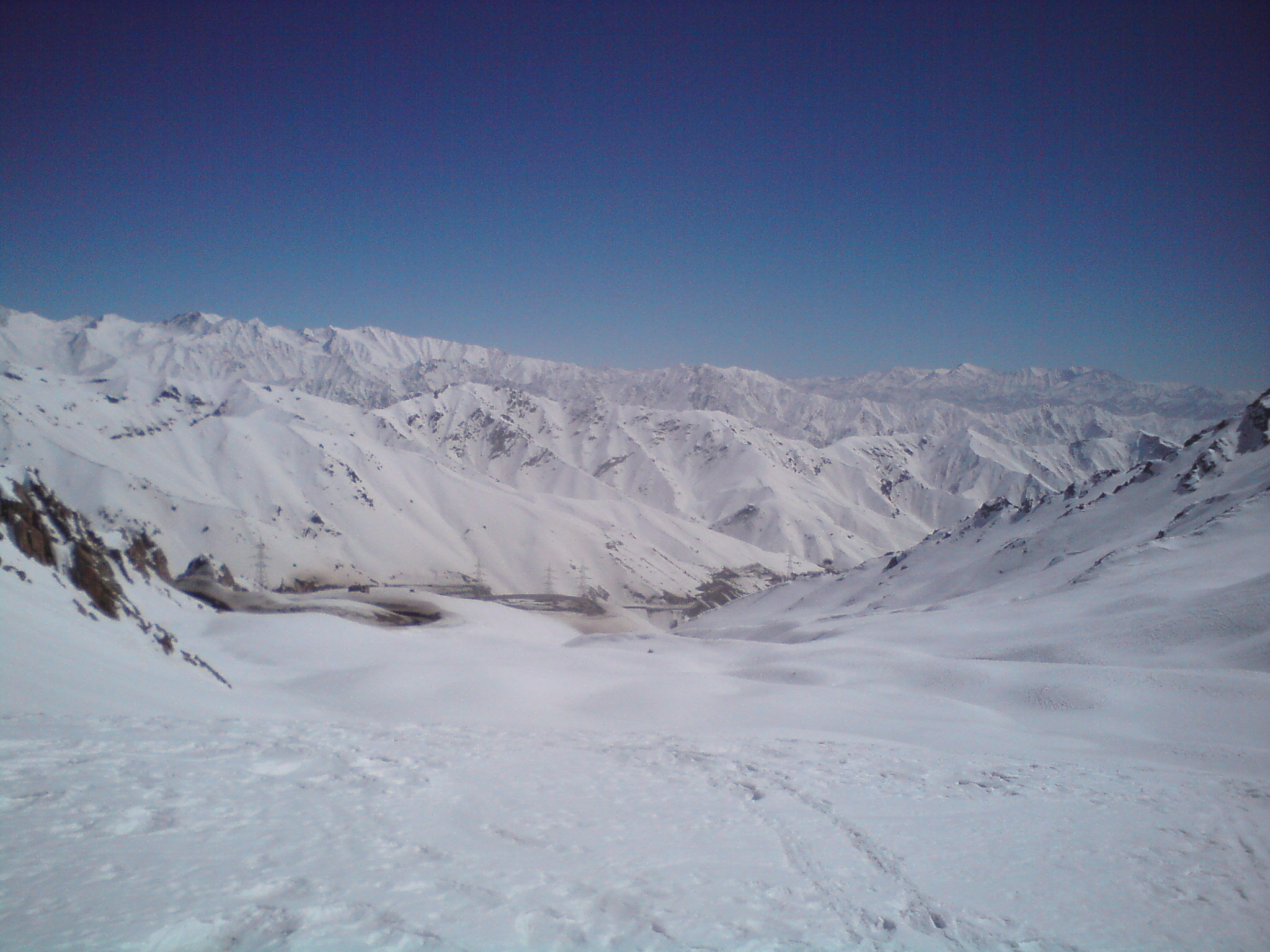
Salangpass
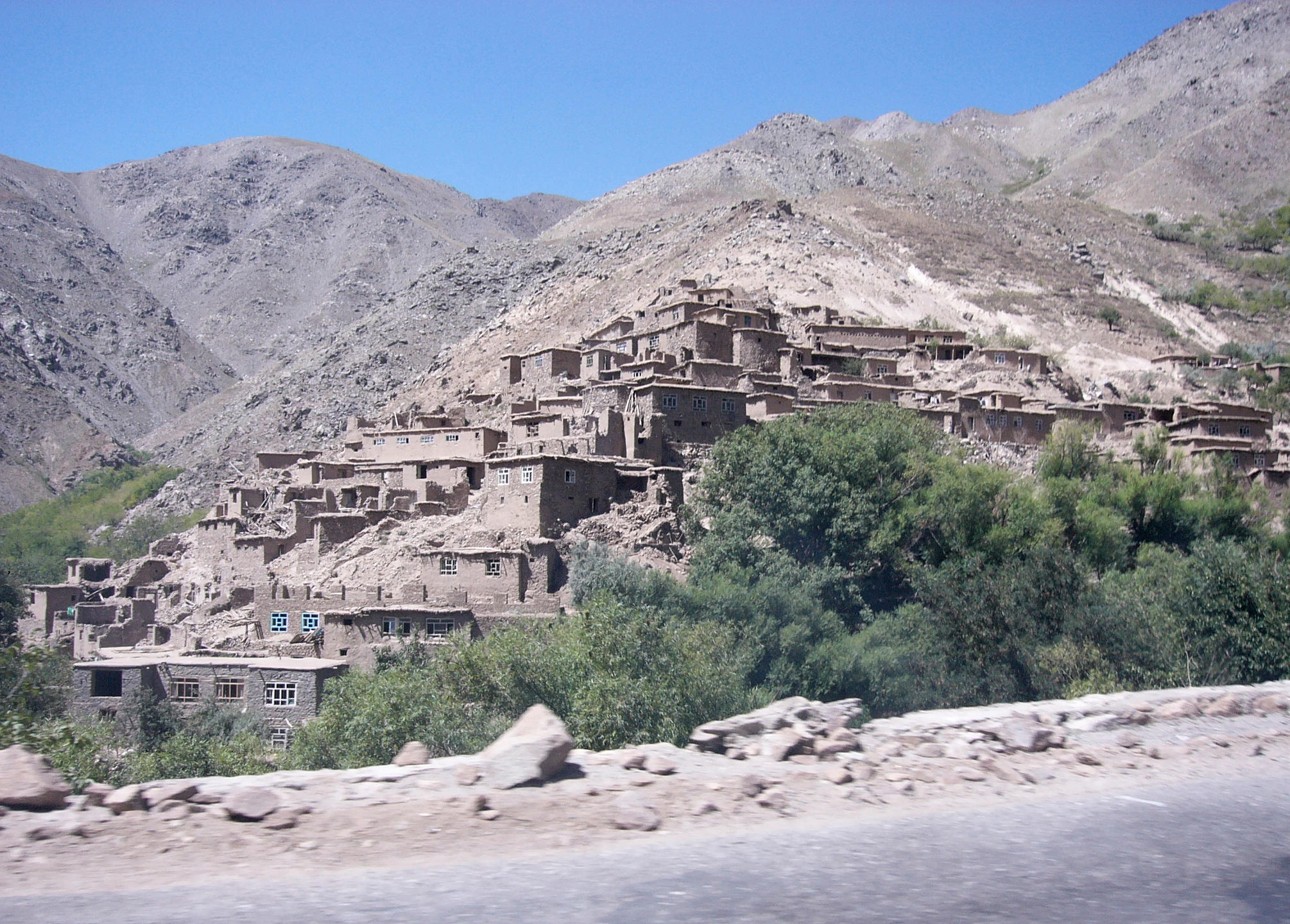
Dorf an der A76
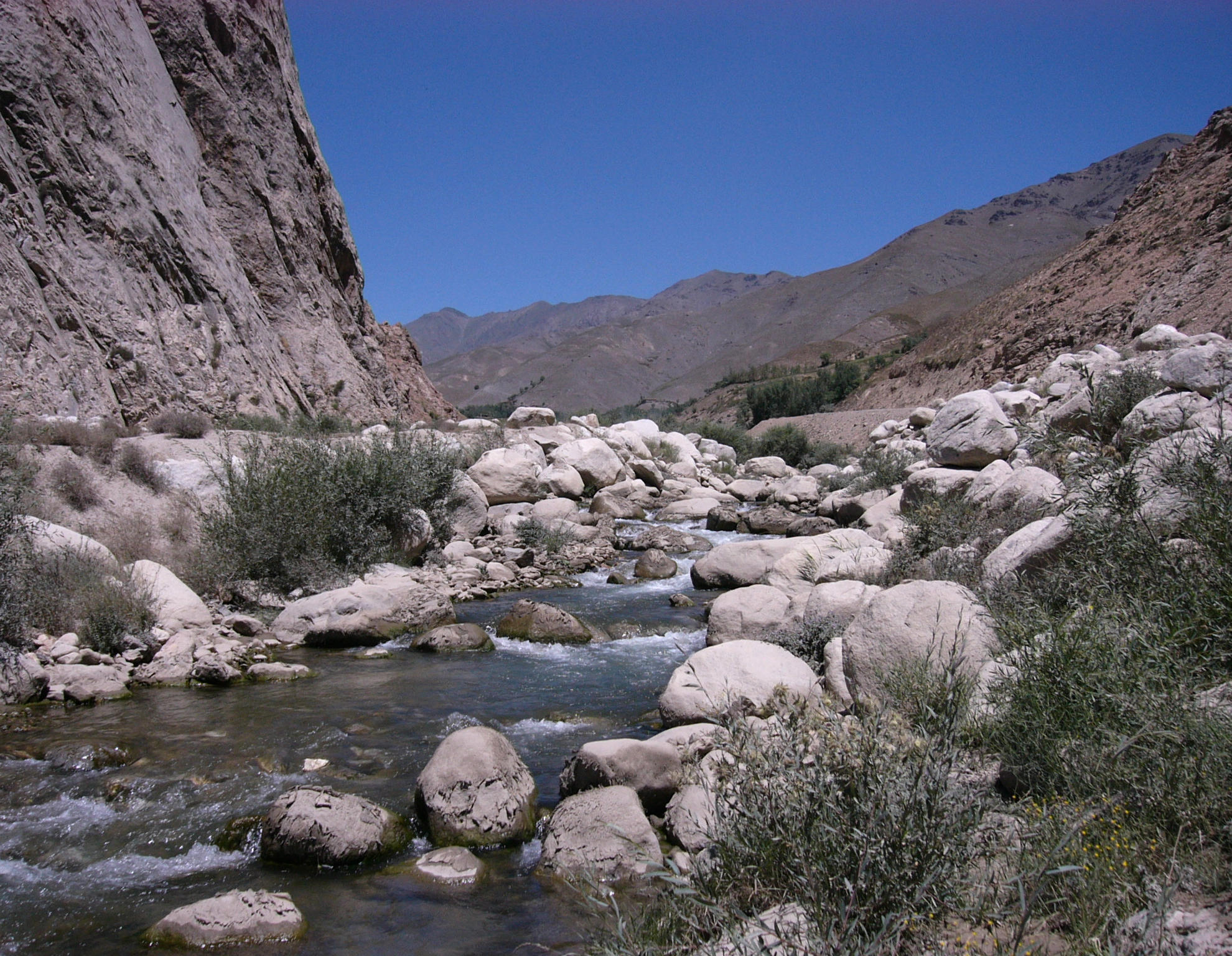
Bach im Salang-Tal